# Doktor Pascal
Doktor Pascal – ostatni, „podsumowujący” tom cyklu Rougon-Macquartowie. Jest to jedyna powieść z tej serii, której akcja rozgrywa się już po upadku II Cesarstwa. Głównymi bohaterami są Pascal i Klotylda Rougonowie.

## Treść
Główny bohater, doktor Pascal Rougon, przez lata żył w Plassans, pracując nad monumentalną monografią o dziedziczeniu. Zbierając materiały do niej gromadził głównie wiadomości o swojej własnej rodzinie, modelowym przypadku dziedziczenia choroby psychicznej. Tym samym na kartach powieści pojawia się niejako streszczenie losów pozostałych Rougonów, Macquartów i Mouretów, bohaterów kolejnych utworów cyklu.
W gromadzeniu danych pomaga doktorowi jego siostrzenica Klotylda, córka Arystydesa Rougona, który nie miał czasu się nią zajmować, zajęty zbijaniem fortuny. Mimo różnicy wieku 30 lat pomiędzy nią a Pascalem oboje zaczynają namiętny romans, w wyniku którego starzejący się doktor rujnuje się na drogie prezenty dla kochanki i podupada na zdrowiu (kłopoty z sercem), a wreszcie umiera. Po jego śmierci Felicja Rougon, obawiająca się publikacji jego pracy, niszczy zachowany rękopis. Oburzona początkowo Klotylda pragnie początkowo wyjawić całemu miastu hipokryzję i wszystkie mroczne sekrety rodziny Rougon-Macquartów, które poznała dzięki wujowi, jednak rezygnuje, dochodząc do wniosku, że o wiele ważniejsze będzie wychowanie jej dziecka, które urodziło się z jej kazirodczego związku.

## Przesłanie
Utwór miał być uporządkowaniem teorii dziedziczenia przedstawionej w całym cyklu i zarazem wykazaniem wartości życia pełnego pracy i zmagań z codziennymi trudnościami. Zarówno Pascal, jak i Klotylda są przedstawieni jako ludzie, którzy żyli naprawdę - zajmowali się swoją pasją (pracą lub dzieckiem), a dla realizacji własnych marzeń umieli przezwyciężyć powszechne uprzedzenia i sprzeciwić się niektórym ogólnie przyjętym zasadom. W ostatniej scenie, gdy Klotylda bierze w ramiona swojego synka, powtórzony zostaje motyw z wcześniejszej powieści Radość życia, nakazujący odnajdywać sens działania i szczęścia w każdej sytuacji. Z kolei postać Pascala wyraża przyjęty przez Zolę światopogląd scjentystyczny i pochwałę nauki.
Wreszcie historia szczęśliwego romansu starszego już lekarza z młodą dziewczyną jest odbiciem autentycznego romansu pisarza z Jeanne Rozerot